# Brandon and Bretford
Brandon and Bretford est une paroisse civile du Warwickshire, en Angleterre.

Elle contient le village de Brandon et le petit hameau de Bretford. Les deux se trouvent à 2 km l’un de l’autre, le long de la route A428. Lors du recensement de 2001, la paroisse comptait 588 habitants, passant à 643 au recensement de 2011, et de nouveau à 675 au recensement de 2021.
La paroisse est de forme alongée et étroite et s'étend de Bretford jusqu'à la limite avec Coventry, elle couvre Brandon Marsh ainsi que Brandon Wood. La rivière Avon traverse la paroisse, tout comme la ligne de chemin de fer Rugby – Birmingham – Stafford, qui traverse l'Avon sur un viaduc. La gare de Brandon et Wolston a fonctionné ici jusqu'en 1960.
La zone faisait historiquement partie de la paroisse de Wolston. Brandon et Bretford sont devenus une paroisse civile distincte en 1866.